# Mario César Uribe
Mario César Uribe (Lima, Perú; 7 de marzo de 1960) es un exfutbolista peruano y actual político. Desempeñó como mediocampista en la volante de creacion. Es sobrino de Angel Uribe y primo del diamante Julio César Uribe y del arquero Manuel "chicho" Uribe.

## Trayectoria
Se formó en los calichines del Club Alianza Lima, luego en los juveniles, reserva, y de ahí pasó al primer equipo. Después pasó al club Universitario de Deportes, donde estuvo dos años. Finalmente llegó al Club Atlético Chalaco donde quedó hasta el final de su carrera.
Tras su etapa de futbolista postuló a la alcaldía del distrito de la Victoria en el 2014 y después volvió a postular en el 2018 pero el JNE lo sacó de carrera e ingresó a George Forsyth. En el año 2020 postulo al congreso extraordinario.
Es administrador de empresas en la Universidad de San Martín de Porres y postulante a la alcaldía del Distrito de La Victoria para el periodo de 2022.

## Clubes
| Club                      | País | Temporada |
| ------------------------- | ---- | --------- |
| Club Alianza Lima         | Perú | 1977-1978 |
| Universitario de Deportes | Perú | 1979-1980 |
| Club Atlético Chalaco     | Perú | 1982-1987 |